# Friedrich Wilhelm Buttel

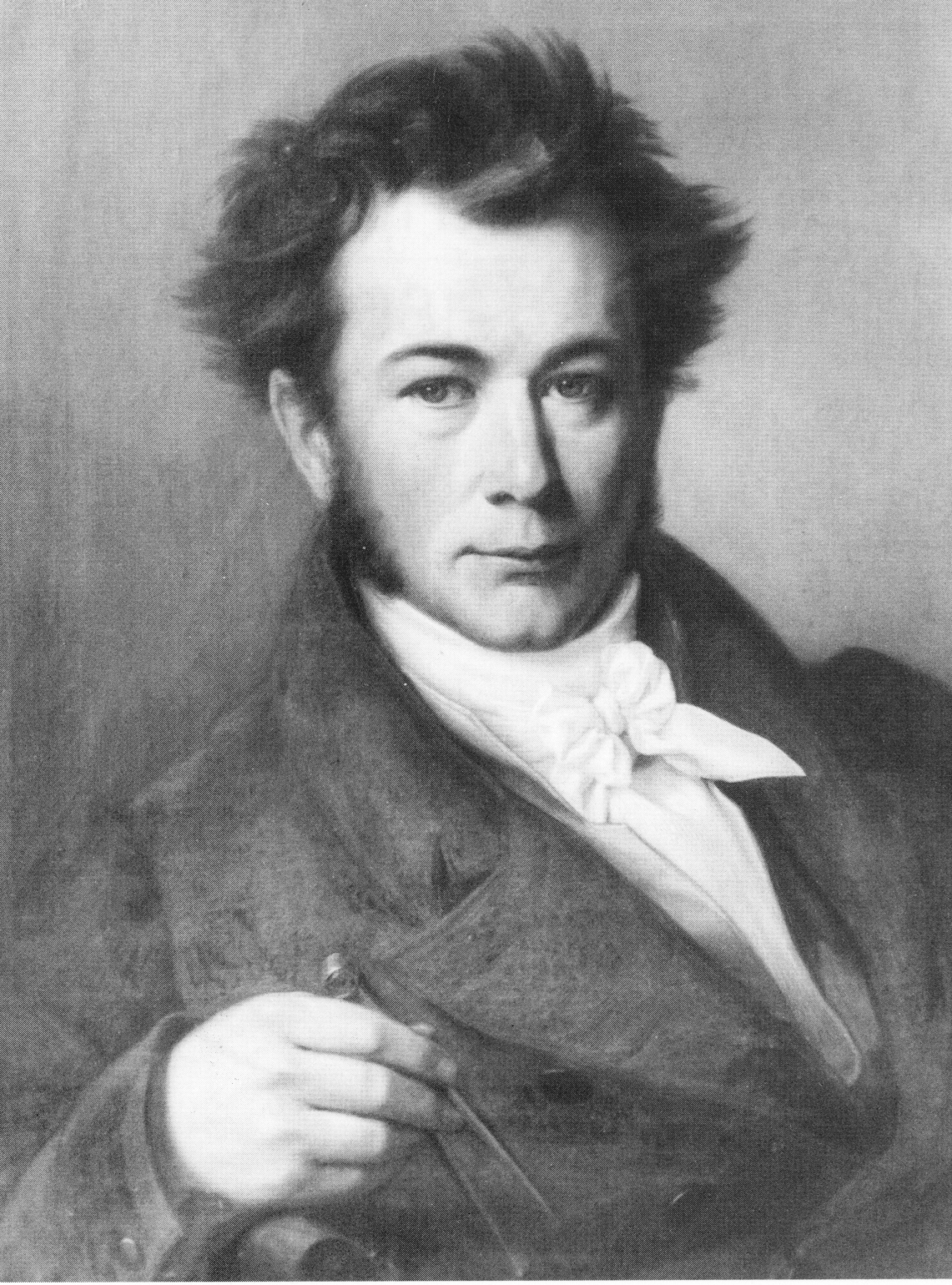
Friedrich Wilhelm Buttel.
Ölporträt von Wilhelm Unger, um 1830

Friedrich Wilhelm Buttel (* 1. Dezember 1796 in Zielenzig; † 4. November 1869 in Neustrelitz) war ein deutscher Architekt und ranghöchster Baubeamter des (Teil-)Großherzogtums Mecklenburg-Strelitz. Als Schüler der Berliner Bauakademie und Mitarbeiter von Karl Friedrich Schinkel prägte er die klassizistische und neugotische Architektur in Mecklenburg-Strelitz mit einer eigenständigen, anmutigen Formensprache. Zugleich entwickelte er zahlreiche praktische Lösungen für das Bauwesen.

## Leben

### Jugend und Ausbildung

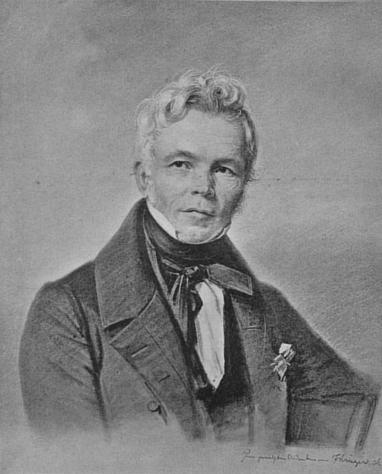
Vorbild:
Karl Friedrich Schinkel

Friedrich Wilhelm Buttel war Sohn des Maurermeisters Johann Gottlieb Buttel und dessen Frau, der Tuchmachertochter Anna Dorothea, geb. Schnetzke. Er wuchs in Meseritz auf und legte dort am 23. November 1813 seine Gesellenprüfung als Maurer ab. Autodidaktisch beschäftigte er sich mit dem Vermessungswesen und erhielt eine Anstellung als praktischer Feldmesser bei einem königlichen Oberförster namens König in Birnbaum. Danach meldete er sich als Freiwilliger, um im 1. Pommerschen Infanterie-Regiment gegen Napoleon zu kämpfen. Dort war er freiwilliger Jäger im Füsilier-Bataillon und kämpfte erfolgreich in der Schlacht bei Waterloo. Für seine Tapferkeit erhielt er zur Verabschiedung vom Militärdienst am 7. Januar 1816 den Rang eines Seconde-Lieutenants. Ab dem 15. November 1816 bis 1819 studierte er in Berlin Mathematik, Bildende Künste und Architektur. An der Berliner Bauakademie lernte er Karl Friedrich Schinkel kennen, und an der Akademie der Künste wurde er durch den Zeichenunterricht bei Johann Gottfried Schadow geprägt.
Sein Studium beendete er 1819 mit dem Examen als Baukondukteur, das Zeugnis war vom Direktor der Bauakademie Johann Albert Eytelwein und von Schinkel unterschrieben. Unter dessen Leitung gelangte er in preußische Dienste und wirkte als Regierungsbaukondukteur an der Überbrückung des Opernkanals, dem Bau der Neuen Wache sowie am Umbau des Berliner Doms mit. Die Stellung dürfte nach heutigem Verständnis einem leitenden Bauingenieur entsprochen haben. Daneben bereitete er sich auf das große Bauexamen vor, doch konnte er dann wegen eines Stellenwechsels in „der Kürze der Zeit die Prüfung zum architektonischen Zeugnis nicht mehr machen“.

### Baumeister in Neustrelitz

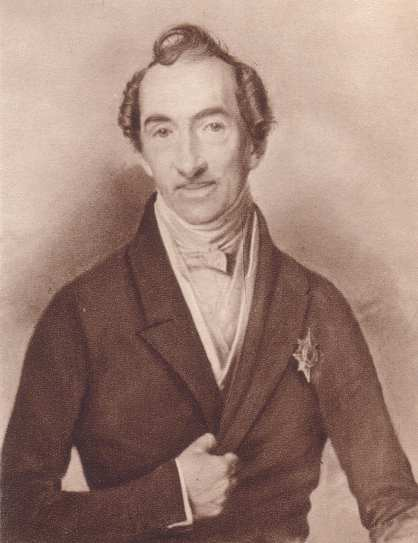
Förderer und Regent:
Großherzog Georg

Im Alter von 24 Jahren wurde Buttel durch die Fürsprache Schinkels 1821 als Beamter in die Bauverwaltung der Mecklenburg-Strelitzschen Landesregierung in Neustrelitz aufgenommen. 1822 heiratete Buttel Emilie Dunckelberg (1801–1861), eine Tochter des Landbaumeisters Friedrich Wilhelm Dunckelberg (1773–1844). In dieser Ehe wurden elf Kinder geboren, darunter der Jurist und spätere Neustrelitzer Bürgermeister Hermann Buttel (1823–1891). In seiner Freizeit pflegte Buttel seine künstlerischen Talente. Es entstanden Ölgemälde, Aquarelle und Zeichnungen. Buttel spielte Klavier, die gemeinsame Liebe zur Musik verband ihn freundschaftlich mit dem Sänger Eduard Ruscheweyh (1792–1868), dem jüngeren Bruder des Kupferstechers Ferdinand Ruscheweyh.
Großherzog Georg war ein baufreudiger Landesherr, in dessen Diensten der von der Schinkelschule geprägte Buttel 1823 zum Hofbaumeister befördert wurde und seine architektonischen und landschaftsgestalterischen Fähigkeiten unter Beweis stellen konnte. An zahlreichen Bauprojekten des Großherzogs war Buttel maßgeblich beteiligt und viele Landadlige folgten dem Beispiel ihres Landesherrn und beauftragten den klassizistischen Architekten mit der Planung neuer oder der Umgestaltung bestehender Herrenhäuser. 1832 ernannte man ihn zum Baurat. Im selben Jahr begannen die mehrjährigen Bauarbeiten an der Marienkirche in Neubrandenburg unter seiner Leitung. Die Einweihung erfolgte am 12. August 1841. Großherzog Georg dankte Buttel in einem Schreiben für diesen Bau „als eure bedeutendste Leistung, welche euch wahrhaft zur Ehre gereicht“.
Buttel veröffentlichte Artikel im Mecklenburgischen Wochenblatt sowie zahlreiche Fachaufsätze zu Fragen der Architektur und Technik, so zum Beispiel über die Verbesserung der Feuerungsanlagen, über die Zimmerheizung und über hydraulischen Mörtel. Als wegweisend galt sein Beitrag für die Konstruktion von Flachdächern. 1841 erschien dazu seine Monographie Praktische Erfahrungen über Dornsche Dächer nebst ausführlicher Beschreibung, Kostenberechnung und Zeichnung solcher Constructionen, welche denselben größere Dauer und Dichtigkeit geben, und einem Anhange über die flachen Dächer bei ökonomischen Gebäuden. Er hat darin die geteerte Dachpappe für die Abdeckung klassizistischer Flachdächer beschrieben, war aber mit dieser Methode nicht der erste, denn der jüdisch-preußischer Regierungsbauinspektor Salomo Sachs beschrieb schon 1837 seine Erfindung aus Papier, Pech und Teer in seinem Werk Anweisung zur Anfertigung einer neuen völlig feuerfesten und absolut wasserdichten Dachdeckung für ganz flache Dächer (Altane).

### Zeit weiterer Erfolge, Lebensende

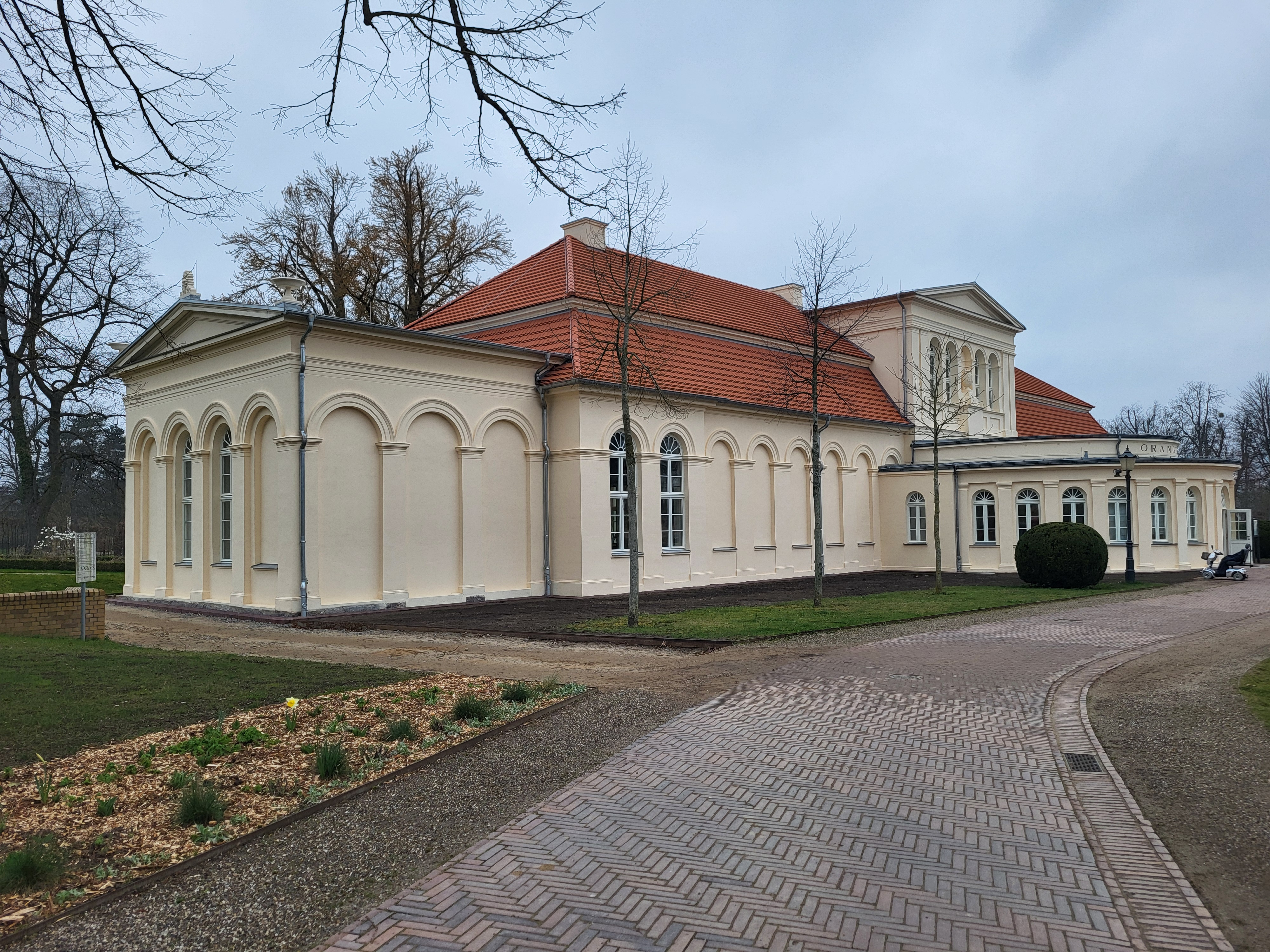
Orangerie Neustrelitz

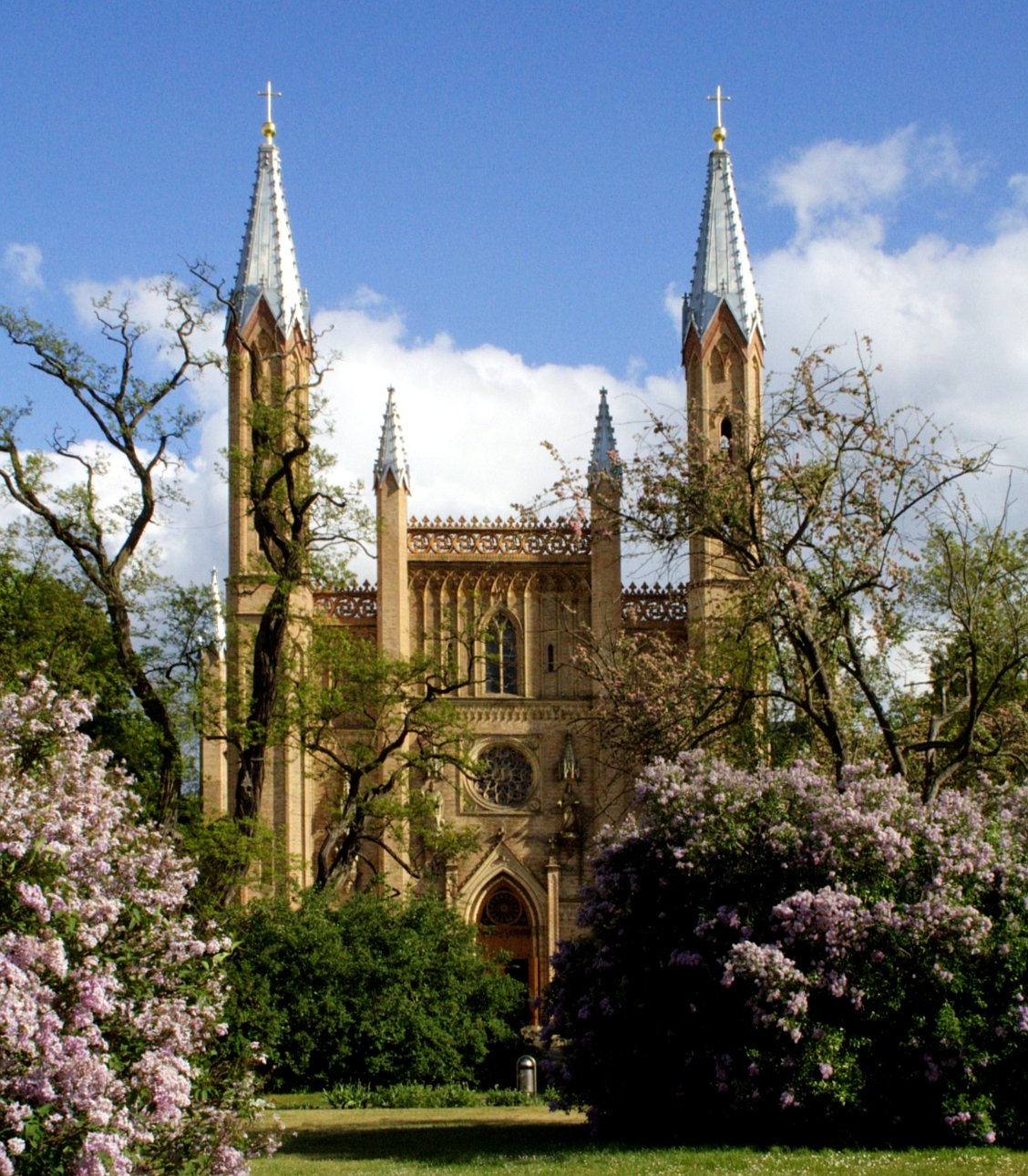
Schlosskirche Neustrelitz

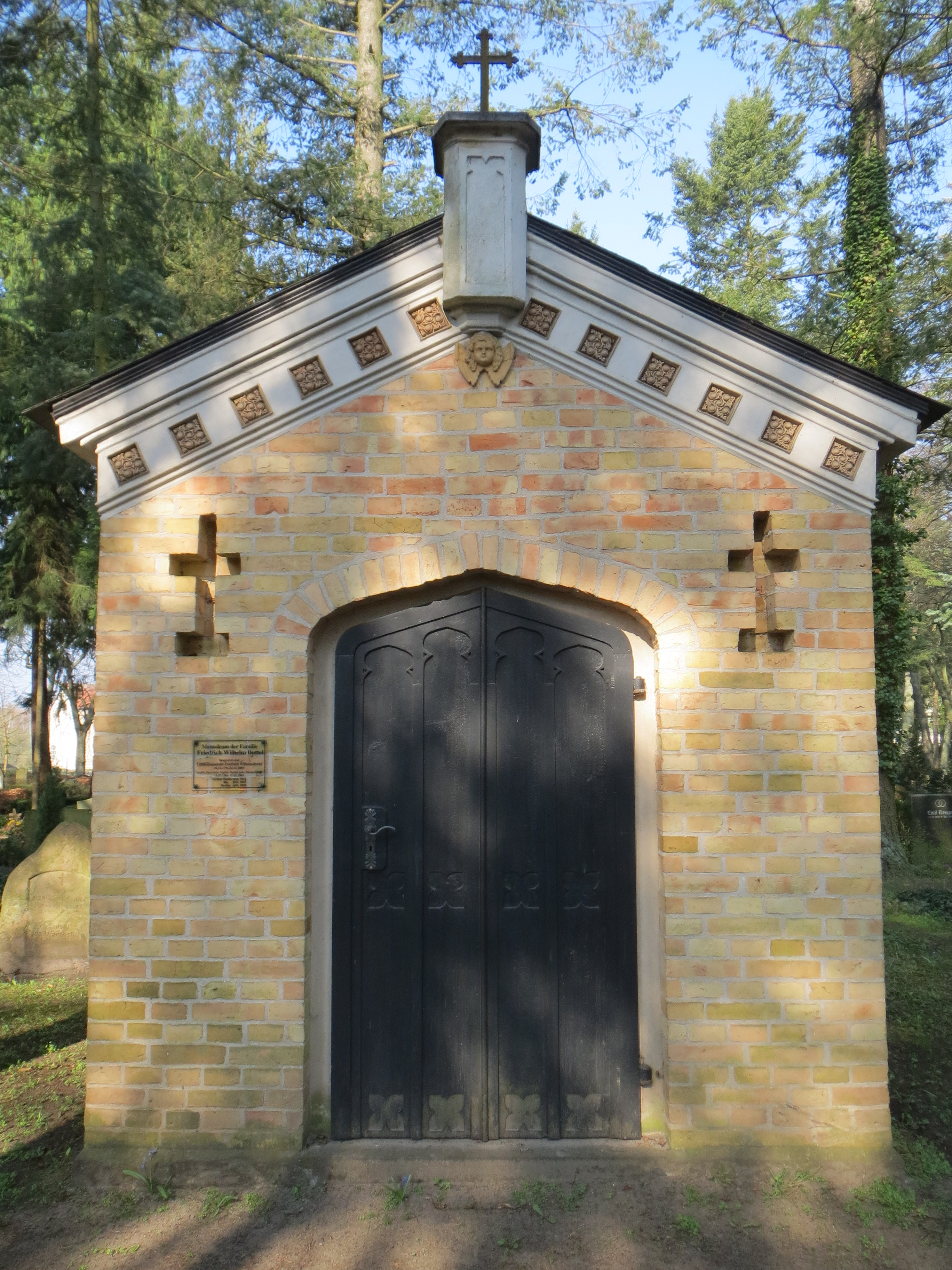
Neuer Friedhof Neustrelitz: Mausoleum der Familie Buttel

Am 26. Dezember 1848 wurde Buttel Mitglied des Bau-Departements, das Dezernat in Bauangelegenheiten wurde ihm unterstellt. Schließlich wurde er 1860 zum Oberbaurat befördert. Damit hatte er im kleinen Großherzogtum Mecklenburg-Strelitz eine ähnliche Stellung wie Schinkel im großen Königreich Preußen: Buttel unterstand das gesamte Bauwesen, er prägte einen eigenständigen regionalen Stil und optimierte die ästhetische Gestaltung der Bauprojekte dieses Landesteils von Mecklenburg. Prestigeträchtig waren dabei insbesondere der Umbau der Orangerie Neustrelitz, die 1842 unter der Beteiligung Schinkels und Friedrich August Stülers erfolgte, sowie der Bau der dortigen Schlosskirche von 1855 bis 1859. Die Schlosskirche mit ihren von Albert Wolf modellierten Statuen der vier Evangelisten über dem Portal gilt als Buttels Hauptwerk. Als Inspiration hatte ihm die Kirche im portugiesischen Batalha gedient.
1860 wurde Buttel als Ritter des hannoverschen Guelphen-Ordens ausgezeichnet. Am 10. Oktober 1866 zeichnete ihn Großherzog Friedrich Wilhelm mit dem Ritterkreuz des Hausordens der Wendischen Krone aus.
Neben seiner baumeisterlichen Tätigkeit interessierte sich Buttel auch für technische Problemlösungen: Er entwarf Formsteine und Terrakotten, entwickelte eine Schlämmaschine für die Radelandziegelei, eine Flammofenanlage mit zwei Kammern für eine Ziegelei in Grünow sowie Ofenanlagen für die herzogliche Küche im Schloss von Neustrelitz. Unter seiner Oberleitung entstanden zahlreiche Brücken, neue Brunnenanlagen, Schleusen und Wasserleitungen. Er sanierte den neuen Kanal und den Hafen von Neustrelitz. Als Bausachverständiger konnte er bei dem Befall des Hospitals der Fränkelschen Stiftung mit Hausschwamm in Breslau erfolgreich helfen, nachdem vorherige kostspielige Versuche fehlgeschlagen waren.
Außerdem unternahm er zahlreiche Reisen zur Fortbildung nach Berlin, wo er sich immer wieder mit Schinkel und Stüler beriet, aber auch zur Walhalla bei Regensburg, zum Ulmer Münster, nach Paris und England, das damals technisch führend war. Dort besuchte er 1863 die Londoner Industrieausstellung, um neue Erkenntnisse für das Fürstentum zu gewinnen. Durch die Empfehlung der Großherzogin erhielt er Zutritt zu Schlössern und technischen Anlagen. Besonders beeindruckte ihn der Themse-Tunnel.
Buttels Wohnung befand sich im Alten Palais an der Ecke Tiergartenstraße/Schlossstraße. Als man ihn, der das 70. Lebensjahr bereits überschritten hatte, 1869 zusätzlich noch zum Betreuer der Bauten des Norddeutschen Bundes in Mecklenburg-Strelitz machte, ging es mit seinen Kräften deutlich bergab. Er sah nur noch schlecht und war stark überarbeitet. Seine Pensionierung war mehrfach verschoben worden. Seine Frau war viele Jahre lang schwer krank und zuletzt bettlägerig. Bauschäden an der Schlosskirche und der Verlust seiner Frau zermürbten ihn derart, dass er dem Druck nicht mehr gewachsen war und sich das Leben nahm. Kurz nach seinem Suizid erschienen in Berlin anonym die Erinnerungen an Friedrich Wilhelm Buttel, verfasst von dem Neustrelitzer Lehrer Jacob Friedrich Roloff (1813–1877). Ein Mausoleum für Buttel und seine Familie steht auf dem neuen Friedhof (Waldfriedhof) von Neustrelitz.

## Gotik als deutsche Kunst

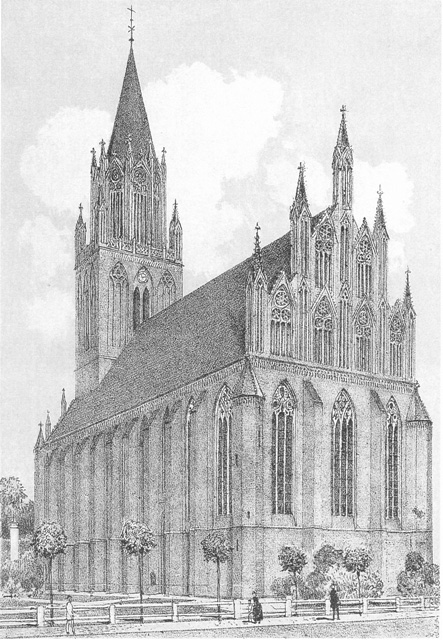
Marienkirche in Neubrandenburg, saniert und umgestaltet von Buttel

Buttels Auffassung der Baukunst wird besonders deutlich in seinen Reiseberichten zur Walhalla und zum Ulmer Münster. Exemplarisch wehrt er sich gegen die reine Nachformung der Antike im Klassizismus und plädiert für eine Fortführung der gotischen Formensprache:

„Mag der Herr von Klenze literarisch schwätzen, so viel er will, die Walhalla ist und bleibt eine Copie des Parthenons, […] es ist aber kein Ehrendom für große deutsche Geister, denen nach meinem Gefühl auch deutsche Kunst würdiger und angemessener gewesen wäre. […] Im Formen-Gebiet ist die griechische Kunst vollendet und abgeschlossen, weitere Formen-Entwicklung hat nur zu schlechterer Zeit und Kunst geführt, nicht so abgeschlossen ist die deutsche Kunst, sie ist noch mannigfaltiger Ausbildung fähig.“

Dagegen begeistert er sich für die Gotik des Ulmer Münsters:

„Großes, schönes Bauwerk, deine Formen streben aufwärts, den Geist erhebend, zur Andacht stimmend! Es ist schwer, wahrhaft Großes zu erkennen und wahrhaft Großes mit einfachen Mitteln zu schaffen.“

Die spirituelle Dimension der Architektur sieht Buttel vor allem in den Türmen verkörpert, wie aus seiner Ansprache zur Grundsteinlegung des Klosterturms von Malchow 1842 deutlich wird:

„Auf ihren Zinnen, wo der Blick in weite Fernen schweifen und sich Gottes schöner Natur erfreuen darf, wo auch die Brust reinere Luft atmet und wo der Mensch den Störungen des irdischen Lebens ferner steht, fühlt sich der Geist entfesselt und dem Ewigen und Überirdischen näher als hienieden. […] Türme, deren Spitzen edel geformt und leicht, wie versteinerte Blüten in den blauen Äther hineinwachsen, zeigen, wie der Blick sich himmelwärts wenden soll.“

## Werke

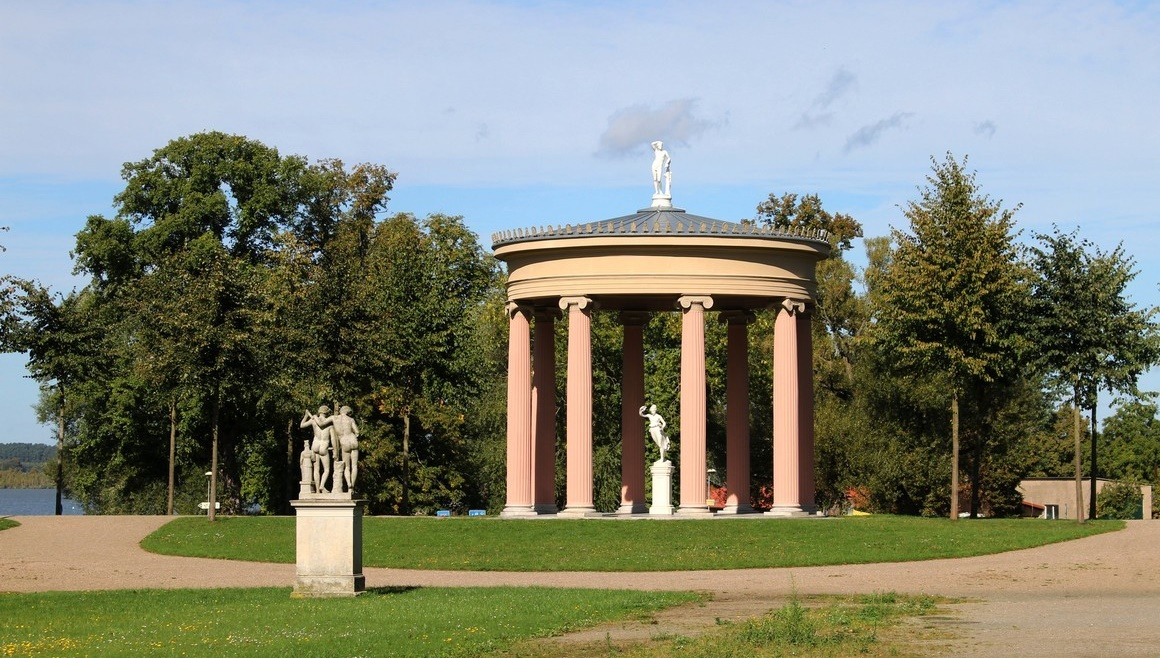
Hebetempel im Neustrelitzer Schlosspark (1845, Foto: 2015)

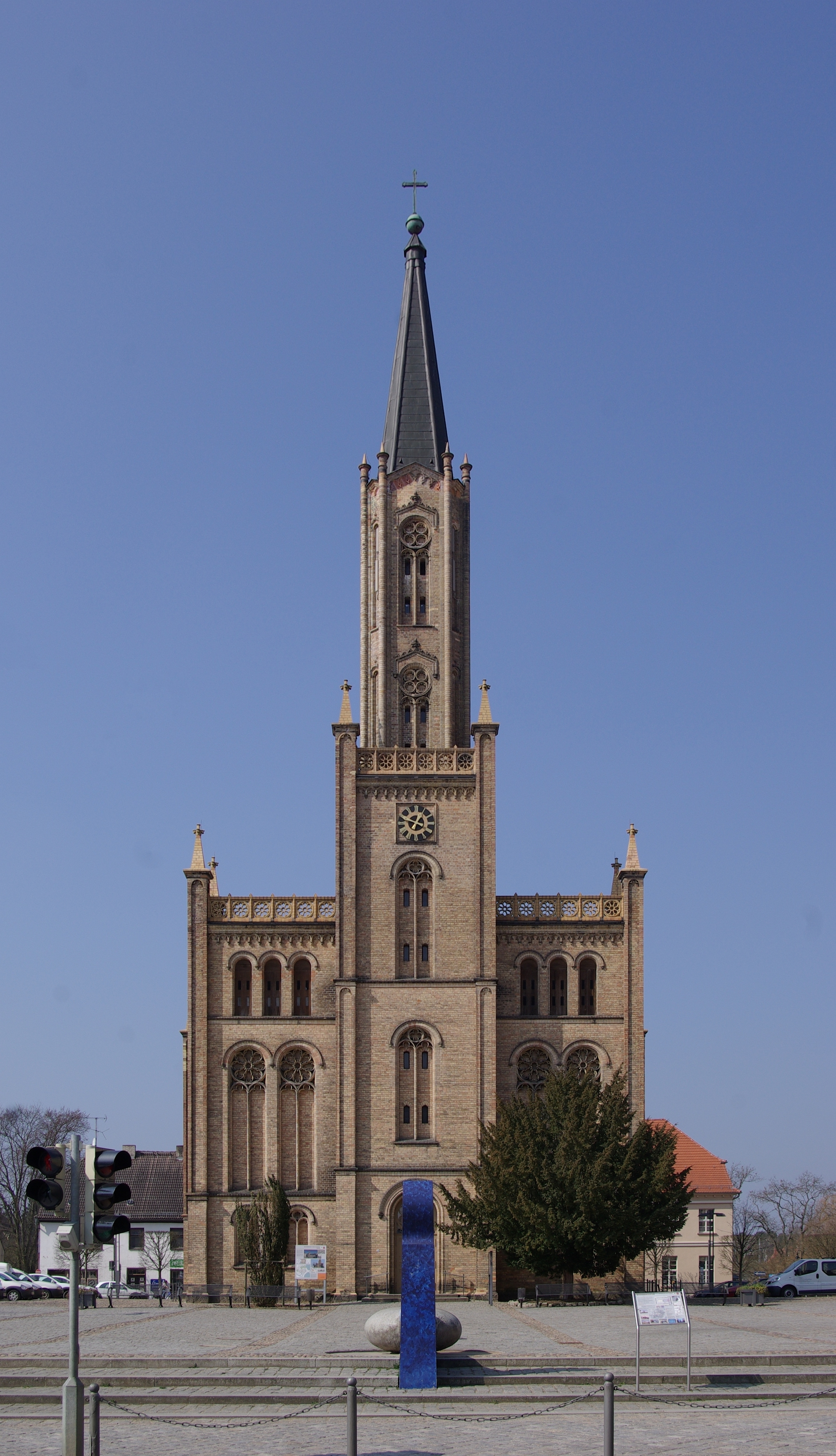
Stadtkirche Fürstenberg/Havel (1845–1849)

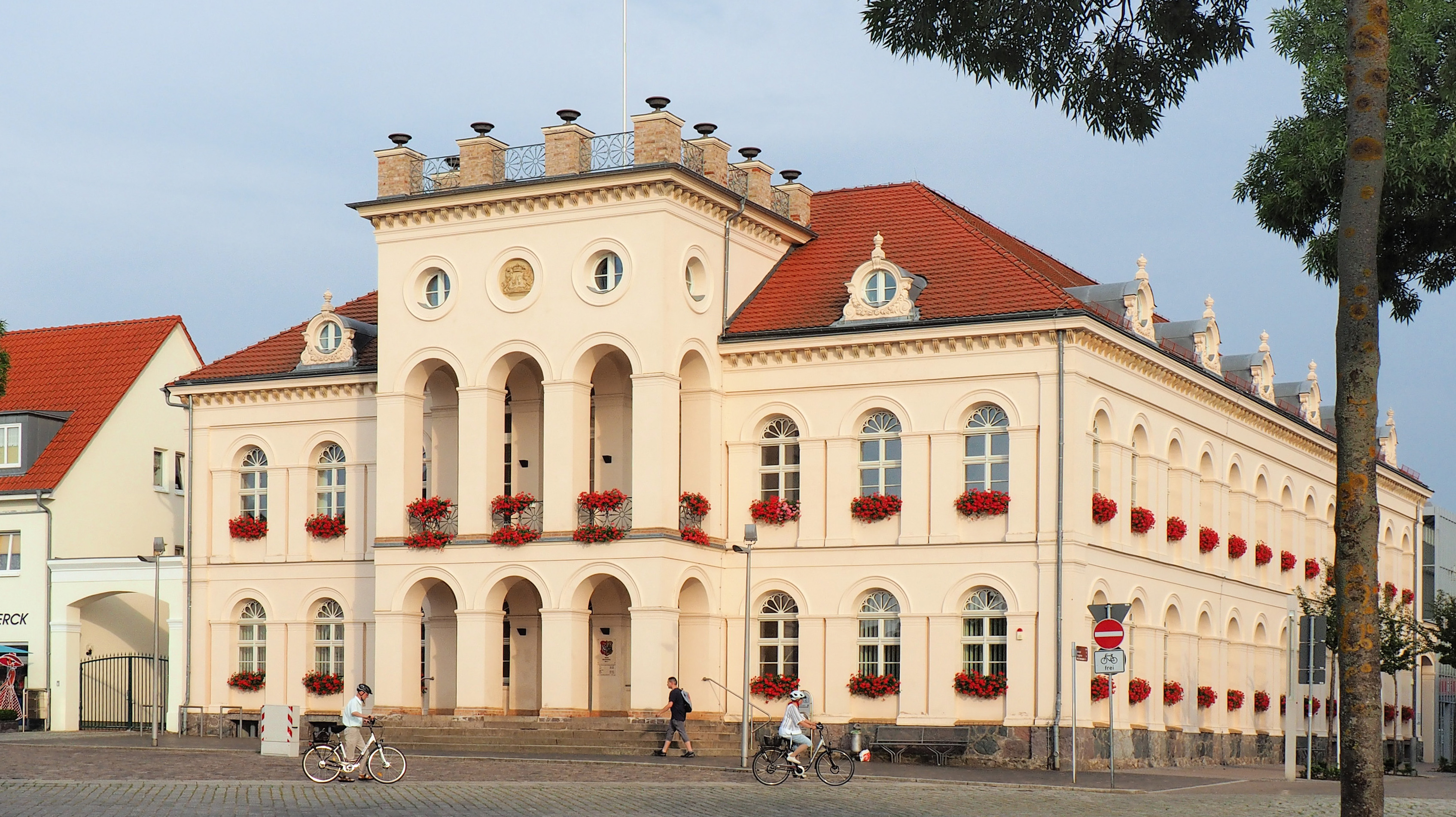
Rathaus Neustrelitz (1840–1843)

- Belvedere bei Neubrandenburg (1823)
- Schauspielhaus (Komödienhaus) in Neubrandenburg, Umbau (1825), inzw. auf den Ursprungszustand zurückgebaut
- Dorfkirche  in Conow,  Ortsteil von Feldberger Seenlandschaft (1825/26)
- Schloss Semlow um 1825
- Gymnasium Neubrandenburg an der Marienkirche (1826), Kriegsverlust 1945
- Turm der Stadtkirche Neustrelitz (1828–1831)
- Mädchenschule Neustrelitz (am Markt) (1831–1832)
- Rathaus (Burg) Stargard (1832/1833), Kriegsverlust 1945
- Marienkirche Neubrandenburg, umgestaltende Restaurierung (1832–1841)
- Backsteinkirche in Wulkenzin, 1832
- Gutshaus Wrechen bei Feldberg (1840)
- Kammerkanal bei Neustrelitz (1840–1842)
- Neustrelitzer Rathaus (1840–1843)
- Orangerie (Neustrelitz), grundlegender Umbau (1840–1842)
- Louisenstift (Neustrelitz), Mühlenstraße (erster Kindergarten in Mecklenburg-Strelitz) (1842)
- Dorfkirche in Quastenberg, Ortsteil von Burg Stargard (1842)
- Herrenhaus in Schönhausen, 1843
- Kaserne in Neustrelitz (1843–1846)
- Klosterkirche Malchow (1844–1848), nach Brand 1888–1890 neu errichtet
- Hebetempel im Schlosspark Neustrelitz (1845)
- Stadtkirche Fürstenberg/Havel (1845–1849) (Lage)
- Marienpalais Neustrelitz (1850)
- Umbau Gutshaus Ihlenfeld bei Neubrandenburg, Tudorgotik-Stil (1850)
- Umbau Gutshaus Leppin bei Neubrandenburg, Tudorgotik-Stil (1850)
- Kapelle auf dem Friedhof Neustrelitz (1850)
- Karolinenpalais Neustrelitz (1850–1851)
- Jahn-Kapelle Klein Vielen (1851)
- Herrenhaus in Klockow (1853)
- Dorfkirche Alt Gaarz (1854–1855)
- Feldsteinkirche in Voigtsdorf (1855)
- Schlosskirche (Neustrelitz) (1855–1859)
- Friedhofskapelle Neubrandenburg (1864)
- Kirche in Zierke, Ortsteil von Neustrelitz (1864–1865)
- Landgericht Neustrelitz (1865) (s. Amtsgericht Neustrelitz)
- Gutskirche in Briggow (1866)
- Kirche Fürstenhagen bei Feldberger Seenlandschaft (1868/69)
- Pläne für den Marstall in Neustrelitz
- Zahlreiche Herrenhäuser in Mecklenburg zwischen 1836 und 1858
- Anlage einiger Chausseestraßen